# Коротконосые бандикуты
Коротконо́сые бандику́ты (лат. Isoodon) — род млекопитающих семейства бандикутовых.

## Виды и распространение
База данных Американского общества маммологов (ASM Mammal Diversity Database) признаёт в составе рода пять видов:
- Золотистый бандикут (Isoodon auratus). Является эндемиком Австралии, где встречается на территории штата Западная Австралия, а также в Северной территории. Ранее вид был широко распространён во многих внутренних районах Австралии, однако к настоящему времени его ареал ограничен северо-западной частью региона Кимберли, островами Барроу и Миддл у побережья региона Пилбара, а также островом Марчинбал в островной группе Уэссел[4].
- Isoodon fusciventer. Распространён на юго-западе Западной Австралии. Ранее рассматривался как подвид малого бандикута[5].
- Большой бандикут (Isoodon macrourus). Вид встречается в северной и восточной части Австралии, на равнинах южной и юго-восточной части Новая Гвинея (Индонезия и Папуа — Новая Гвинея)[6].
- Малый бандикут (Isoodon obesulus). Является эндемиком Австралии. Обитает на обширной территории от юго-западной части Западной Австралии до юго-восточной части Виктории и штата Новый Южный Уэльс. Также имеются популяции на острове Тасмания и в штате Квинсленд[7].
- Isoodon peninsulae. Обитает на полуострове Кейп-Йорк в северной части Квинсленда. Ранее рассматривался как подвид малого бандикута[8].

## Внешний вид
Размеры варьируют от средних до крупных. Длина тела составляет 24—41 см, хвоста — 9—18 см, вес — 1,1—1,4 кг.
Морда короткая, широкая. Хвост относительно короткий, покрыт волосами. Спина покрыта жёлто-бурым или тёмно-бурым мехом, брюхо — беловатым мехом. Подошвы задних лап голые.

## Образ жизни
Ведут наземный образ жизни. Гнёзда строят или на земле, или в дуплах упавших деревьев. Активность приходится на ночь. Питаются насекомыми, червями.

## Размножение
Сумка развита хорошо, открывается назад. Размножаются круглый год, пик приходится на июнь. В потомстве от 2 до 8 детёнышей.